# Francisco Casimiro Pimentel de Quiñones y Benavides
 Francisco Casimiro Pimentel de Quiñones y Benavides  (Madrid; 4 de marzo de 1655 - Madrid; 15 de enero de 1709), ix conde-duque de Benavente, xiii conde de Mayorga, xi conde de Luna, v marqués de Jabalquinto y vi marqués de Villa Real de Purullena, fue un aristócrata español que sirvió en la Casa Real. 

## Vida y familia
Hijo de Antonio Alonso Pimentel y Herrera Zúñiga, viii conde-duque de Benavente, y de Isabel Francisca de Benavides, iii marquesa de Jabalquinto.
Casó en la iglesia de san Ginés de Madrid el 6 de julio de 1671 con María Antonia de Tassis Ladrón de Guevara, hija del marqués de Campo Real, y una vez viudo, casó en segundas nupcias en la misma iglesia el 3 de abril de 1677 con Manuela de Zúñiga Sotomayor y Mendoza, hija del duque de Béjar.
Fue también alcaide perpetuo de Soria, caballero de la Orden de Santiago desde 1693 y comendador de Corral de Almaguer en dicha orden, y persona muy cercana al rey Carlos II, que lo nombró su sumiller de Corps al morir Gregorio de Silva y Mendoza, v duque de Pastrana, en 1693 y, poco después, lo nombró albacea testamentario suyo. El nuevo rey Felipe V también confió en él designándole para recibir el homenaje de los Estados del Reino de Castilla el día en que fue jurado rey de España.
Manteniéndole como su sumiller de Corps, le acompañaría en toda la campaña de la Guerra de Sucesión Española y combatiría la entrada indiscriminada de criados franceses que, con el nuevo rey, se incorporaron a la casa real, rompiendo los usos y costumbres del reinado de los Austrias.